# Dictyoneura
Dictyoneura é um género botânico pertencente à família Sapindaceae.